# Моррістаун (Індіана)
Моррістаун (англ. Morristown) — місто (англ. town) в США, в окрузі Шелбі штату Індіана. Населення — 1205 осіб (2020).

## Географія
Моррістаун розташований за координатами 39°40′22″ пн. ш. 85°42′8″ зх. д. / 39.67278° пн. ш. 85.70222° зх. д. (39.672658, -85.702097).  За даними Бюро перепису населення США в 2010 році місто мало площу 6,13 км², з яких 6,08 км² — суходіл та 0,05 км² — водойми. В 2017 році площа становила 6,51 км², з яких 6,46 км² — суходіл та 0,04 км² — водойми.

## Демографія
Згідно з переписом 2010 року, у місті мешкало 1218 осіб у 467 домогосподарствах у складі 311 родини. Густота населення становила 199 осіб/км².  Було 519 помешкань (85/км²).
Расовий склад населення:
| - 98,6 % — білих - 0,7 % — корінних американців - 0,1 % — чорних або афроамериканців - 0,1 % — азіатів |

До двох чи більше рас належало 0,6 %. Частка іспаномовних становила 1,3 % від усіх жителів.
За віковим діапазоном населення розподілялося таким чином: 24,7 % — особи молодші 18 років, 54,4 % — особи у віці 18—64 років, 20,9 % — особи у віці 65 років та старші. Медіана віку мешканця становила 38,0 року. На 100 осіб жіночої статі у місті припадало 83,2 чоловіків;  на 100 жінок у віці від 18 років та старших — 79,1 чоловіків також старших 18 років.
Середній дохід на одне домашнє господарство  становив 53 645 доларів США (медіана — 46 875), а середній дохід на одну сім'ю — 59 335 доларів (медіана — 55 588). Медіана доходів становила 41 296 доларів для чоловіків та 33 333 долари для жінок. За межею бідності перебувало 11,2 % осіб, у тому числі 17,5 % дітей у віці до 18 років та 8,0 % осіб у віці 65 років та старших.
Цивільне працевлаштоване населення становило 612 особи. Основні галузі зайнятості: виробництво — 34,5 %, освіта, охорона здоров'я та соціальна допомога — 17,5 %, мистецтво, розваги та відпочинок — 11,8 %, роздрібна торгівля — 8,5 %.